# Francesco Arca

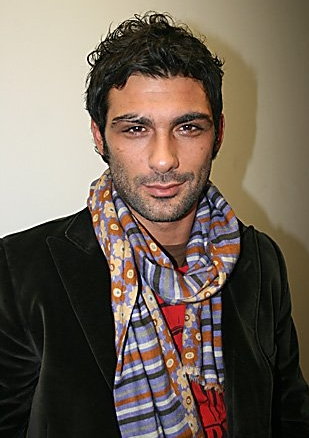
Francesco Arca

Francesco Arca (* 19. November 1979 in Siena) ist ein italienischer Filmschauspieler.

## Leben
Francesco Arca wurde in Italien ab 2004 mit seiner Teilnahme an mehreren TV-Reality-Shows bekannt. 2006 begann er in Rom eine Ausbildung zum Schauspieler. Ab 2008 hatte er seine ersten Rollen in Fernsehserien. So spielte er 2010 in der Polizei-Comedy-Serie Ho sposato uno sbirro und ab 2012 in der Dramaserie Le tre rose di Eva.
Ab 2012 war er in der italienisch-österreichischen Krimiserie Kommissar Rex als Kommissar „Marco Terzani“ zu sehen. 2017 nahm er an der Reality-Show Pechino Express teil.

## Filmografie (Auswahl)
- 2010: Scusa ma ti voglio sposare
- 2010: Ho sposato uno sbirro (Fernsehserie, 24 Folgen)
- 2011: Cinque
- 2012–2013: Le tre rose di Eva (Fernsehserie, 26 Folgen)
- 2012–2015: Kommissar Rex (Fernsehserie, 32 Folgen)
- 2014: Allacciate le cinture
- 2015: James Bond 007: Spectre
- 2017: Pechino Express (Fernsehsendung, 9 Folgen)
- 2017–2018: Sacrificio d’amore (Fernsehserie, 16 Folgen)
- 2018–2020: La vita promessa (Fernsehserie, 6 Folgen)
- 2021: Svegliati amore mio (Fernsehserie, 2 Folgen)
- 2022: Gli idoli delle donne